# Мухомор зелений
Мухомор зелений або бліда поганка (Amanita phalloides (Vah1 ех Fr.) Secr.) — надзвичайно отруйний гриб родини мухоморових (Amanitaceae).
Місцева назва — гадючка, блекітниця, мухомор гадючий.

## Опис

### Шапка
Шапка 4-11 см у діаметрі, напівсферична, згодом опуклорозпростерта, зеленувата, оливкувата, кольору бронзи, зрідка оливкувата-коричнювата, гола, з гладеньким плоским краєм, під впливом їдкого калію не змінюється.

### Пластинки
Пластинки білі.

### Спори
Спорова маса біла. Спори 8-10,5 × 7-8 мкм, безбарвні, гладенькі, широкоовальні, майже кулясті, з великою флуоресцентною краплею.

### Ніжка
Ніжка 5-10 × 0,8-2 см, донизу поступово потовщується, біла або оливкувата-мережчата, з порожниною, з широким, зверху гладеньким жовтуватим, з внутрішнього боку рубчастим білим кільцем, внизу з вільною, мішкуватою, з нерівним, лопатеподібним краєм білою піхвою.
М'якуш білий, солодкий, спочатку без особливого запаху, пізніше з неприємним запахом.

### Плодове тіло
Плодове тіло шапинконіжкове, у молодому віці яйцеподібне, повністю покрите плівкою. Шапка 5-15 см, оливкова, зеленувата або сіренька, від напівкульоподібної до плоскої форми, з гладким краєм і волокнистою поверхнею.

### М'якуш
М'якуш білий, м'ясистий, не змінює колір при пошкодженні, зі слабко вираженим смаком і запахом.

## Поширення
Росте мухомор зелений у листяних і мішаних лісах, під дубами, буками, часто під кущами ліщини; в окремі роки у великій кількості, у серпні — вересні, іноді з липня по жовтень включно. Поширений по всій Україні.

## Практичне значення
Смертельно отруйний гриб, який іноді помилково збирають замість печериць та зеленої сироїжки.
Мухомор зелений містить дуже отруйні речовини — аманітин, фалоїн, фалоїдин та інші.
Найчастіша причина смертей від отруєння грибами: У Європі та Північній Америці Amanita phalloides є причиною понад 90% летальних випадків після вживання дикорослих грибів.